# Unity (Maskottchen)
Unity war das Maskottchen der Special Olympics World Summer Games 2023 in Berlin. Es wurde erstmals am 16. März 2023 im Morgenmagazin des Ersten Deutschen Fernsehens vom Geschäftsführer der Weltspiele Sven Albrecht und der Special-Olympics-Tennisspielerin Sophie Rensmann vorgestellt.

## Beschreibung und Entstehung
Unity ähnelt einer Comicfigur und hat relativ dünne Arme und Beine. Kopf und Rumpf sind zu einem leicht asymmetrischen, zur Seite geneigten, großen lila Herz verschmolzen. Den Kopfbereich zieren drei kleine gelbe Dreiecke und ein grünes Schweißband, auf dem das Logo der Special Olympics World Summer Games 2023 klein in Weiß abgebildet ist. Mit großen Augen und einem lächelnden Mund in Rosa sowie kleinen rosa angedeuteten Wangen scheint Unity mit frohem Blick in die Welt zu sehen. An den Füßen trägt das Maskottchen gelbe Schuhe. Die Farbe von Unity kann variieren, statt lila kann das Maskottchen auch rosa oder türkis sein.
Zur Idee und Namensfindung von Unity wurde ein internationaler, digitaler Workshop mit neun Special Olympics Athletinnen und Athleten aus der ganzen Welt organisiert. Darunter war auch die Berliner Athletin Juliane Rößler, die im Kanusport an den Special Olympics World Summer Games 2019 in Abu Dhabi teilnahm. Ausgehend von dem Logo der World Games in Berlin sollte das Maskottchen die Emotionen widerspiegeln, die Special Olympics Teilnehmende bei den Spielen empfinden. Dabei inspirierte das Logo auch die Farbgebung des Maskottchens. Die Herzform soll ein internationales Symbol für Zuneigung und Gemeinsamkeit sein und ausdrücken, dass alle Beteiligten immer sehr viel Herz in ihre Arbeit für Special Olympics beziehungsweise in ihre sportliche Leistung stecken, wie Nora Horn, Mitarbeiterin der Weltspiele und kreativer Kopf hinter Unity, es formulierte. Für den Namen des Maskottchens entschied man sich, da in dem aus dem Englischen stammenden Begriff „Unity“ (Einheit) „emotionale Gefühle, welche sie (die Special Olympics Athleten) in Verbindung mit den Weltspielen bringen“ ausgedrückt werden, so Special Olympics zu der Kreation des Workshops. Unity soll symbolisieren, wofür Special Olympics steht: „Inklusion, Liebe, Zusammensein. Wir sind eine Community, egal, wo wir herkommen. Zusammen unschlagbar, all das ist Unity“, sagte Nyasha Derera, ein Special-Olympics-Athlet aus Simbabwe, der an dem Workshop teilgenommen hatte.

## Sonstiges
Unity trat bei vielen Veranstaltungen von den Special Olympics World Summer Games in Berlin auf, um für Teilhabe und Gemeinsamkeit einer inklusiven Gesellschaft und den Besuch der Weltspiele zu werben.